# Джудрук-Кият
Джудрук-Кият (также Кият, Джудрук-Кыят; укр. Джудрук-Кіят, крымскотат. Cudruq Qıyat, Джудрукъ Къыят) — исчезнувшее село в Джанкойском районе Республики Крым, располагалось на территории, застроенной впоследствии городскими кварталами Джанкоя (ныне центральная часть города, на реке Степная).

## История
Первое документальное упоминание села встречается в Камеральном Описании Крыма… 1784 года, судя по которому, в последний период Крымского ханства Кыят входил в Орта Чонгарский кадылык Карасубазарского каймаканства. После присоединения Крыма к России (8) 19 апреля 1783 года, (8) 19 февраля 1784 года, именным указом Екатерины II сенату, на территории бывшего Крымского Ханства была образована Таврическая область и деревня была приписана к Перекопскому уезду. После Павловских реформ, с 1796 по 1802 год, входила в Перекопский уезд Новороссийской губернии. По новому административному делению, после создания 8 (20) октября 1802 года Таврической губернии, Кият был включён в состав Кокчора-Киятской волости Перекопского уезда.
По Ведомости о всех селениях в Перекопском уезде состоящих с показанием в которой волости сколько числом дворов и душ… от 21 октября 1805 года в деревне Кият числилось 15 дворов и 118 крымских татар,; земля принадлежала жителям деревни и мечети. На военно-топографической карте генерал-майора Мухина 1817 года деревня Кият обозначена с 28 дворами. После реформы волостного деления 1829 года деревня, согласно «Ведомости о казённых волостях Таврической губернии 1829 года», осталась в составе Кокчоракиятской волости. Затем, видимо, в результате эмиграции крымских татар, деревня заметно опустела и на карте 1836 года в деревне 2 двора, а на карте 1842 года Джудрук-Кыят обозначен условным знаком «малая деревня», то есть, менее 5 дворов.
Согласно «Памятной книжке Таврической губернии за 1867 год», деревня Кият была покинута жителями в 1860—1864 годах, в результате эмиграции крымских татар, особенно массовой после Крымской войны 1853—1856 годов, в Турцию и оставалась в развалинах и в «Списке населённых мест Таврической губернии по сведениям 1864 года» селение уже не числится. Если на карте Шуберта 1865 года селение ещё обозначено, то на карте с корректурой 1876 года его уже нет.